# Veľký Horeš
Veľký Horeš (bis 1948 slowakisch „Veľký Gýreš“; ungarisch Nagygéres) ist eine Gemeinde im Osten der Slowakei mit 1014 Einwohnern (Stand 31. Dezember 2024), die zum Okres Trebišov, einem Kreis des Košický kraj, gehört. Sie ist Teil der traditionellen Landschaft Zemplín.

## Geographie
Die Gemeinde befindet sich im Südteil des Ostslowakischen Tieflands in der Region Medzibodrožie (ungarisch Bodrogköz), direkt an der ungarischen Grenze. Auen und sumpfige Böden machen einen Großteil des Gemeindegebietes aus. Das Ortszentrum liegt auf einer Höhe von 106 m n.m. und ist acht Kilometer von Kráľovský Chlmec sowie 51 Kilometer von Trebišov entfernt (jeweils Straßenentfernung).
Nachbargemeinden sind Svätuše im Norden, Malý Horeš im Osten, Kisrozvágy und Nagyrozvágy (beide in Ungarn) im Süden, Strážne im Westen und erneut Malý Horeš (Katastralgemeinde Nový Horeš) im Nordwesten.

## Geschichte

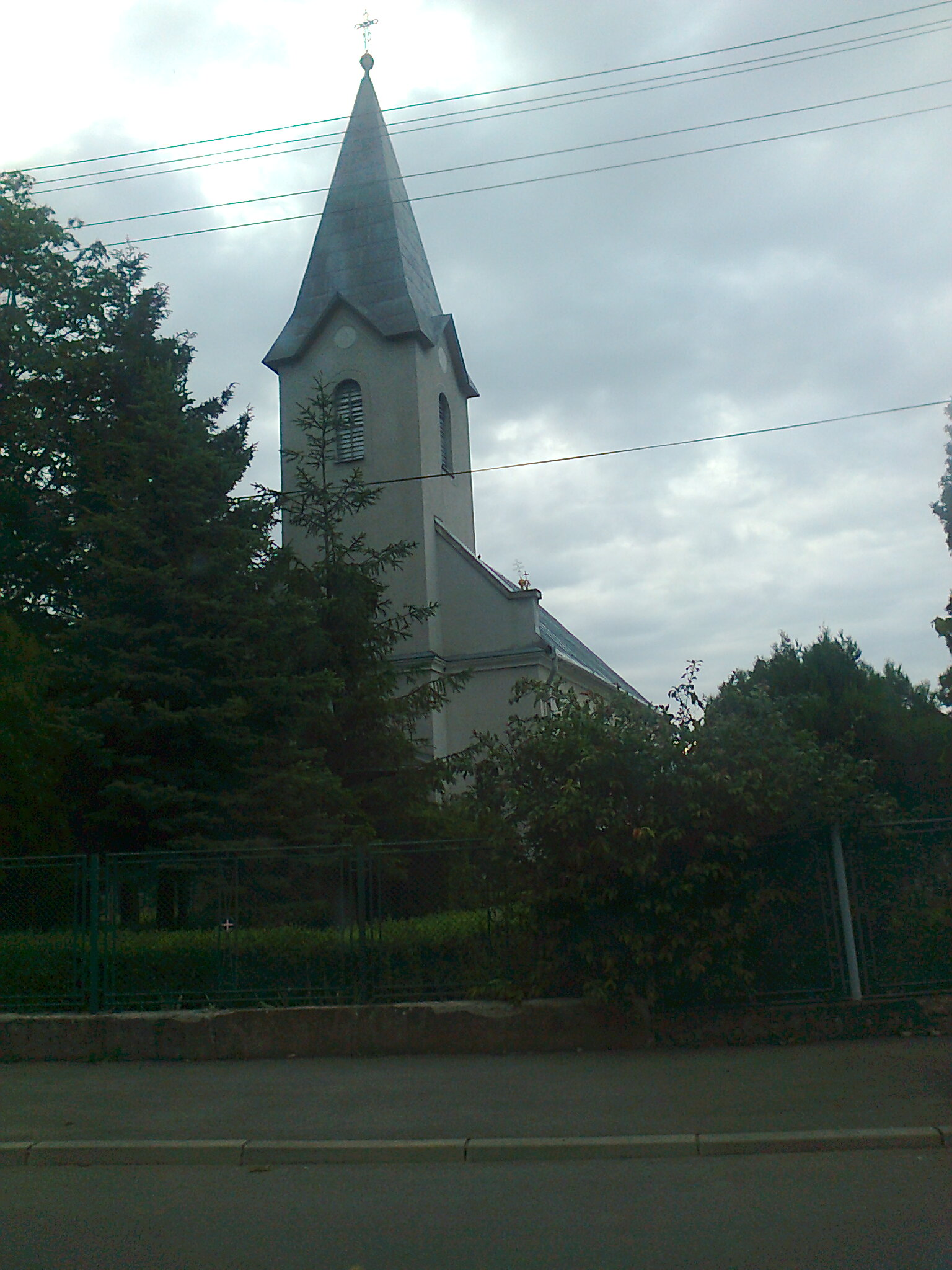
Römisch-katholische Kirche

Der Ort wurde indirekt zum ersten Mal 1214 als Gures schriftlich erwähnt, damals noch zusammen mit dem Nachbarort Malý Horeš. 1438 ist ein Ort namens Naghgerez in einer Urkunde erwähnt, der Besitz von Magister Peter und Jakob und später von verschiedenen Geschlechtern war. 1557 sind 7½ Porta verzeichnet. Im 18. Jahrhundert besaß das Geschlecht Szennyey die Ortsgüter, im 20. Jahrhundert war es hingegen das Bistum Kaschau. 1828 zählte man 109 Häuser und 799 Einwohner, die als Landwirte und Winzer beschäftigt waren.
Bis 1918/1919 gehörte der im Komitat Semplin liegende Ort zum Königreich Ungarn und kam danach zur Tschechoslowakei beziehungsweise heute Slowakei. Auf Grund des Ersten Wiener Schiedsspruchs lag er von 1938 bis 1944 noch einmal in Ungarn.

## Bevölkerung
| Jahr                | 1994 | 2004    | 2014    | 2024    |
| ------------------- | ---- | ------- | ------- | ------- |
| Anzahl der Personen | 927  | 960     | 1053    | 1014    |
| Unterschied         |      | +3,55 % | +9,68 % | −3,70 % |

| Jahr                | 2023 | 2024    |
| ------------------- | ---- | ------- |
| Anzahl der Personen | 1004 | 1014    |
| Unterschied         |      | +0,99 % |

Nach der Volkszählung 2011 wohnten in Veľký Horeš 1048 Einwohner, davon 789 Magyaren, 202 Slowaken, sechs Roma, zwei Ukrainer und ein Russine. 48 Einwohner machten keine Angabe zur Ethnie.
514 Einwohner bekannten sich zur reformierten Kirche, 236 Einwohner zur römisch-katholischen Kirche, 143 Einwohner zur griechisch-katholischen Kirche, 12 Einwohner zu den Zeugen Jehovas und ein Einwohner zur orthodoxen Kirche. 51 Einwohner waren konfessionslos und bei 78 Einwohnern wurde die Konfession nicht ermittelt.

## Bauwerke und Denkmäler
- reformierte Kirche aus dem Ende des 18. Jahrhunderts
- römisch-katholische Kirche aus den Jahren 1936–37